# Henschel & Sohn
Henschel & Sohn (Henschel i fill) va ser una empresa metal·lúrgica alemanya. Fundada per Georg Christian Carl Henschel el 1810 a Kassel com a foneria. El seu fill Carl Anton Henschel funda una metal·lúrgia el 1837 i a partir de 1848 comença a fabricar locomotores de vapor. En el segle XX es va convertir en el major productor de locomotores a Alemanya. També va produir armament i tancs, motors d'avió, avions i míssils guiats. L'empresa es va fer coneguda com a fabricant de camions i autobusos, així com de motors de combustió interna, produïts des del 1925 fins als anys 70. La decadència del grup Henschel va començar a la dècada de 1960, de la qual encara existeixen nombroses empreses successores.

## Història

### Seglexix
Georg Christian Carl Henschel es va traslladar de Gießen, el seu lloc natal, a Kassel el 1777 i va ser primer empleat i després gendre i soci del fabricant de l'artilleria Anton Storck, que fonia canons i campanes. Com a successor del seu sogre, va assumir la seva posició de fabricant de foneria pel príncep de Hessen-Kassel a finals del segle xviii, del qual va ser cessat després de disputes amb el comandant francès de la ciutat durant l'ocupació napoleònica. Durant aquest temps va fundar la foneria Henschel & Sohn juntament amb el seu fill on també va produir canons i, per tant, és una de les empreses de defensa alemanyes més antigues.
Henschel & Sohn van començar a produir màquines de vapor el 1816. Després de la mort del fundador Georg Christian Carl el 1835, la companyia es va transformar sota la direcció del seu nebot, Oscar Henschel. Oscar va centrar la seva producció en les ràpides necessitats del ferrocarril. El 29 de juliol de 1848, la primera locomotora de vapor construïda a Henschel es va lliurar a la Friedrich-Wilhelms-Nordbahn,

### Segle XX
La primera locomotora elèctrica es va construir el 1905 i la primera locomotora Henschel amb motor d'explosió el 1910. A principis del segle xx, Henschel era una de les fàbriques de locomotores més grans d'Alemanya. Henschel va començar a produir caixes de canvis a la planta de Kassel el 1918. El gener de 1925, Henschel & Sohn van començar a construir camions i autobusos. Als anys 30 comença a produir tancs, començant pel Panzer I i Panzer II. Sota llicència de Dornier produïa el Dornier Do 17 i els seus propis dissenys com el Henschel Hs 121 el Henschel Hs 125 i el Henschel Hs 129

#### Segona Guerra Mundial[3]
Durant la guerra, Henschel va ser productor del Panzer III, el Panther, el Panzer VI Tiger i el Panzer VI Königstiger. Henschel també va ser coproductor del PaK 43 de 8,8 cm i del Flak 38 de 2 cm. També va produir aeronaus com el Hs-123, el Hs 126 i el Hs 129 a més de produir-ne d'altres sota llicència com el Ju-88 i peces pel Bf 109.Durant la Segona Guerra Mundial, la planta de Kassel va patir danys considerables, però va poder mantenir la producció a un nivell relativament alt, amb torns de 12 hores i l'ús de treballadors estrangers forçats. També va desviar part de la seva producció als camps de concentració de Ravensbrück i Mittelbau-Dora.

#### Post guerra
La fabricació es va reprendre de nou el 1948. El 1964, la companyia es va fer càrrec de la companyia Rheinische Stahlwerke i es va convertir en Rheinstahl Henschel AG (Hanomag). La producció de camions de Henschel es va fusionar amb la de Hanomag que va començar a formar Hanomag-Henschel el 1969, aquesta secció va ser més tard adquirida per Daimler-Benz, tot i que va deixar la marca Hanomag-Henschel el 1974. Una part del grup va ser adquirida per Thyssen donant Thyssen-Henschel, i el 1990 va anomenar-se ABB Henschel AG. El 1996, la companyia es va convertir en ABB Daimler Benz Transportation Adtranz. Posteriorment la companyia va ser adquirida per Bombardier (Canadà) a l'any 2002. La instal·lació de Kassel encara existeix i és un dels majors fabricants de locomotores mundials, Henschel Antriebstechnik.